# Club de Remo Guecho
El Club de Remo Guecho es un club deportivo vasco que ha disputado regatas en todas las categorías y modalidades de banco fijo, en bateles, trainerillas y traineras desde su fundación en 2007. A pesar de fundarse en ese año, en 1998 una fusión entre Algorta y Raspas también utilizó el nombre de la ciudad.

## Historia
En 1998 las fusión entre Raspas y Algorta provocó que saliese al agua una embarcación con el nombre de Guecho, que sin embargo no tuvo continuidad hasta el año 2007, cuando se funda el club como fusión de los dos clubes, Raspas y Algorta. Comenzó su participación en la liga ARC-2. En los dos siguientes años se mantuvo en esa división, hasta que en 2009 consiguió ascender a la ARC-1. En 2010 mantuvo su posición en la liga, pero al año siguiente ocupó los últimos puestos en todas las regatas, descendiendo nuevamente de división. En 2013 se adjudicó la primera regata de la temporada en la ARC-2, la Bandera de San Juan de Luz, pero en el resto de regatas no pudo mantener el mismo nivel. En la temporada 2018 seguirá en el ARC-2, tras terminar en novena posición la temporada anterior.